# Молдавановка (Краснодарский край)
Молдава́новка (Молдовановка, Молдаванское) — село в Туапсинском районе Краснодарского края.
Входит в состав Джубгского городского поселения.

## География
Расположено в верхнем течении реки Шапсухо на расстоянии 28 км от посёлка Джубга и в 85 км от Туапсе на автотрассе М4, в горно-лесной зоне.

## История
Дата основания и переименования села спорна, так как точно не выявлена. Основана Молдовановка в 1864 году как пост Шапсугский.
В 1864 году пост Шапсугский переименован в станицу Шапсугскую в составе Екатеринодарского отдела Кубанского казачьего войска.
По неподтвержденным данным в 1888 году передана в состав Черноморского округа (по другим данным — в 1870 году), именовалась как деревня Шапсугская.
По сведениям помощника начальника КОЖУ от 1905 года деревня Шапсугская Туапсинского округа Черноморской губернии входила в состав Дефановского сельского общества и имела 59 дворов русских и молдавских поселян. По ревизии от 26 апреля 1923 года селение Шапсугское числилось в составе Джубгской волости Туапсинского района Кубано-Черноморской области.
По материалам, в протоколах за март 1927 года числился Молдовановский сельский Совет в составе Туапсинского района Черноморского округа Северо-Кавказского края. С 16 января 1934 года село Молдовановка зарегистрировано как административный центр Молдовановского сельского Совета Туапсинского района Азово-Черноморского края.
С 21 мая 1935 года по 15 апреля 1940 года село Молдовановка в связи с ликвидацией Туапсинского района было передано в состав Геленджикского района.
17 июля 1954 года Молдовановский сельский Совет упразднён, а село Молдовановка значится в Дефановском сельском Совете.

## Население
| 1989 | 1999 | 2002 | 2010 |
| ---- | ---- | ---- | ---- |
| 861  | ↘754 | ↘627 | ↗692 |